# Сариколь (селище)
Сарико́ль (каз. Сарыкөл) — селище, центр Сарикольського району Костанайської області Казахстану. Адміністративний центр та єдиний населений пункт Сарикольської селищної адміністрації.
Населення — 8738 осіб (2021; 9469 у 2009, 10284 у 1999, 12494 у 1989).
До 1997 року селище називалось Урицький. 2022 року до його складу було включено територію площею 2,45 км².